# Weiprecht von Gemmingen (1642–1702)

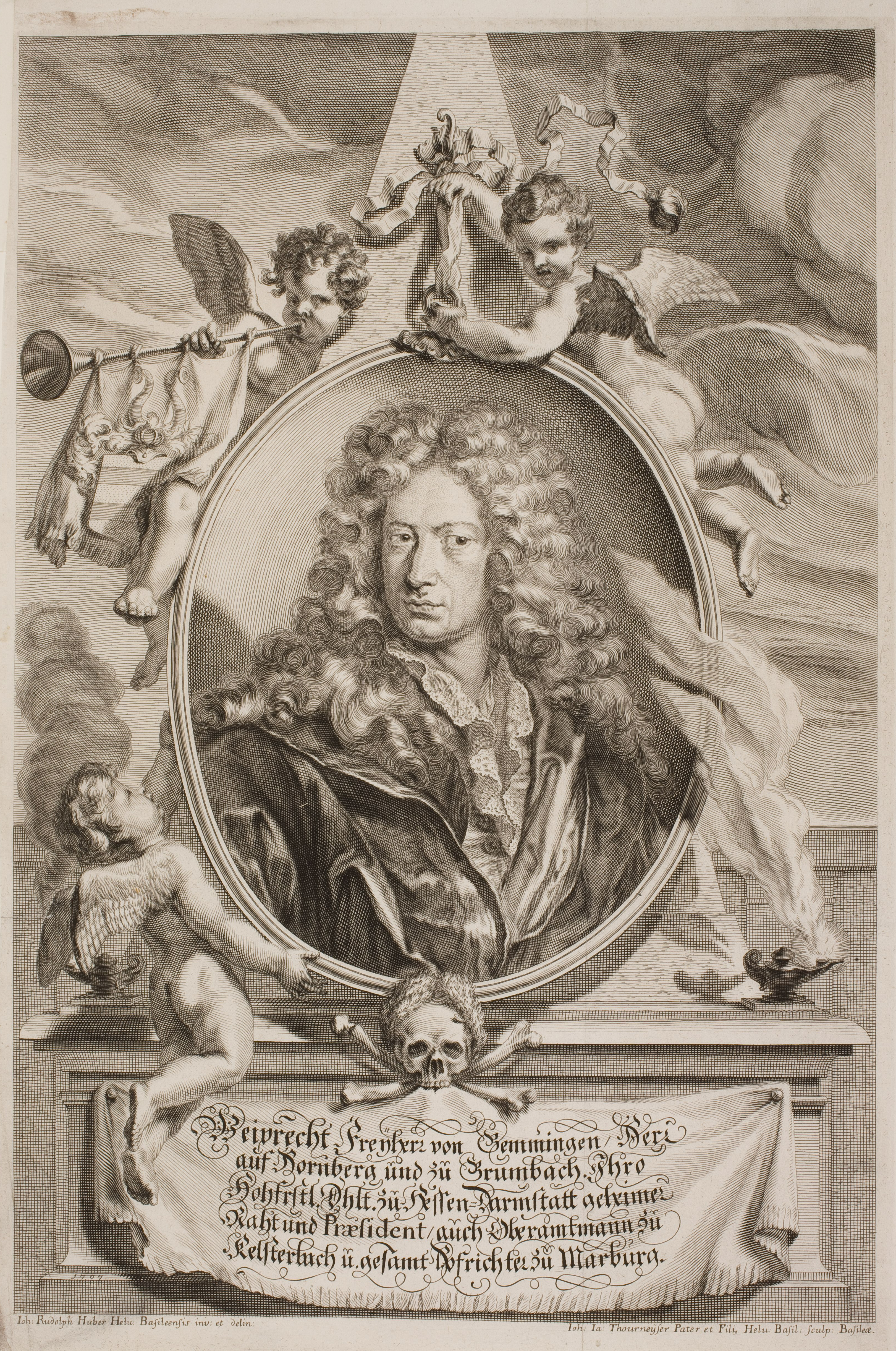
Weiprecht von Gemmingen

Weiprecht von Gemmingen (* 3. November 1642 auf Burg Hornberg; † 2. August 1702) war hessen-darmstädtischer Regierungs- und Kammerpräsident. Er begründete die ältere Linie Fränkisch-Crumbach der Freiherren von Gemmingen.

## Leben
Er war ein Sohn des Weiprecht von Gemmingen (1608–1680) aus dessen erster Ehe mit Anna Benedicta von Gemmingen-Fürfeld. Er studierte in Straßburg und Tübingen und kam 1667 an den badischen Hof, wo er Kammerjunker und Hofrat war. 1672 wurde er Oberamtmann und Präsident der Oberen Grafschaft Sponheim. 1678 berief ihn Kurfürst Karl Ludwig als Hofrichter nach Heidelberg. Noch im selben Jahr ernannte ihn die hessische Landgräfin Elisabeth Dorothea zum Geheimrat, Regierungs- und Kammerpräsidenten. In hessischen Diensten war er auch Hofrichter am Gesamthofgericht in Marburg sowie Oberamtmann in Kelsterbach. Außerdem war er Ritterrat des Rheinischen Ritterkreises. 1683 ernannte ihn Kaiser Leopold I. zum Kurator der Pfalzgräfinnen Charlotte Sophia Elisabeth und Hedwig Eleonore Maria.
1688 fielen ihm bei der Teilung des Erbes des 1680 verstorbenen Vaters ein Hof in Oppenheim sowie der Pastorhof und Rechte in Wolfskehlen zu. Aus seiner 1693 geschlossenen zweiten Ehe mit Maria Dorothea von der Reck zu Horst kam er außerdem in den Besitz von einem Viertel von Fränkisch-Crumbach. Über den dortigen Besitz kam es zum Zerwürfnis und seine Frau wollte ihm diesen Besitz wieder entziehen, verstarb jedoch durch einen Unfall beim Antritt einer aus diesem Grund getätigten Reise.
1702 sollte er in hessischen Diensten die römische Königin bei ihrer Durchreise in Heidelberg treffen, verstarb jedoch überraschend in Ausübung seines Dienstes. Er wurde in Fränkisch-Crumbach beigesetzt.

## Familie
Weiprecht von Gemmingen war in erster Ehe ab 1681 mit Esther Katharina Gräfin von Geyersberg († 1689) und in zweiter Ehe ab 1693 mit Maria Dorothea von der Reck zu Horst verheiratet. Seine Nachkommen stammen alle aus der ersten Ehe, die zweite Ehe blieb kinderlos.
Nachkommen:
- Maria Benedicta, starb wohl jung und ist in Wolfskehl begraben
- Elisabetha Dorothea († 1726) ⚭ Christian Eberhard Kametzky von Elstibor
- Ernst Ludwig (1685–1743) ⚭ Dorothea Barbara von Utterodt († 1769)